# Branič-kula
Branič-kula (donžon kula, donjon), objekt utvrdnog graditeljstva. To je kula koja je stambenu i obrambenu građevinu. 
Drugi naziv u stručnoj literaturi je "donjon". Dolazi iz francuskog jezika, iz stare riječi donjon iz koje je nastala riječ za tamnicu. Sveza kule i tamnice je ta što su to najčuvaniji objekti što ih čini najsigurnijim mjesto te time ujedno i najboljim mjestom za utamničenje zarobljenika. Također riječ "donjon" označava i najjaču kulu u kaštelu, mjesto zadnje obrane i utvrdu unutar utvrde. Ovakve građevine nikad nisu podignute u razini zemlje ili bedema. Za prići njima mora se popeti preko dodatnog stubišta, dodatnog prijelaza koji je uvijek od drva jer se takav prijelaz može brzo onesposobiti za ulaz i prodor u kulu, ili dodatnim opkopom s vodom.
U kontinentalnoj Hrvatskoj od 13. do 15. stoljeća branič-kule bile su važnim dijelom burgova. Namjena im je bila obrana pri opsadi i stanovanju. Mjesto gradnje obično je bio na smjeru mogućega napada. Nisu često bile građene na mjestu ulaza u burg. Vremenom je bilo dogradnja i izmjena. Mijenjane su i osuvremenjivane, opremane uređajima za ugodnije stanovanje i bolju obranu. Većinom su bile kvadratna i pravokutna tlocrta. Bile su veličine do 12/12 m. Bilo je i drukčijih oblika tlocrta. Prvotnu su namjenu postupno izgubile pojavom vatrenoga oružja.
Stari grad Dubovac ima branič-kulu. Gradski muzej Karlovac upravljao je Dubovcem od 1965. do 2007. godine, a trenutno je korisnik branič-kule s vidikovcem.
Donjon u Hedinghamu (Engleska), XII. stoljeće. Tlocrt i presjek pokazuju da je riječ o višekatnoj građevini koja na svakome katu ima po jednu veliku prostoriju s nišama usječenim u zid. Izvana je to visoka, gotovo potpuno zatvorena građevina, pravilnog geometrijskog oblika. Prozori su malobrojni i uski, radi sigurnosti i lakše obrane. Površina zida je razvedena jedino plitkim lezenama, koje naglašuju masivnost i zatvorenost građevine.

## Vanjske poveznice
- Prostor Horvat, Zorislav: Branič-kule na burgovima kontinentalne Hrvatske od 13. do 15. stoljeća, lipanj 2007.
- Trend TV Branič – kula tarog grada na Dubovcu otvara vrata za posjetitelje